# Regel van Richards

Verdampings- en smeltenthalpie van verschillende stoffen als functie van het kookpunt of smeltpunt. Deze gegevens illustreren respectievelijk de regel van Trouton en de regel van Richards.

Met de regel van Richards kan voor een aantal stoffen de smeltwarmte worden geschat aan de hand van het smeltpunt.
{\displaystyle {\Delta H_{fus} \over T_{f}}\approx 8,4\quad [J\ mol^{-1}K^{-1}]}
Anders gezegd:
{\displaystyle {\Delta H_{fus} \over {RT_{f}}}\approx 1}
Waarbij:
ΔHfus = Smeltenthalpie [J mol−1]
Tf = Smeltpunt [K]
R de gasconstante is (ongeveer 8,314 JK−1mol−1)
Het is een empirische, erg benaderende regel die in 1897 werd geformuleerd door R. E. Richards. Met de eerste vergelijking zouden we voor kwik, dat een smeltpunt heeft van 234K, een smeltenthalpie schatten van 234 * 8,4 = 1965 J/mol. De werkelijke waarde is 2300 J/mol.
Een ander voorbeeld: voor methaan is ΔHfus = 940 J/mol en Tf = 90,7 K. Dus {\displaystyle {\Delta H_{fus} \over {RT_{f}}}=940/(90,7\times 8,314)\approx 1,25}. Voor natrium is die verhouding 0,85 (de smeltenthalpie van natrium is 2,6 KJ/mol en het smeltpunt is 370,87 K).
Analoog kan met de regel van Trouton uit 1884 voor organische stoffen de verdampingswarmte worden geschat aan de hand van het kookpunt.